# ヤシドリ
ヤシドリ（椰子鳥、Dulus dominicus）は、スズメ目ヤシドリ科ヤシドリ属に分類される鳥類。本種のみでヤシドリ科ヤシドリ属を形成する。

## 分布
ドミニカ共和国、ハイチ

## 形態
全長20cm。上面は緑褐色、下面は淡い黄褐色の羽毛で覆われ褐色の縦縞が入る。
嘴は頑丈。

## 分類
本種をレンジャク科に含める説もある。

## 生態
開けた森林に生息する。樹上棲。
食性は植物食で、果実、花を食べる。
繁殖形態は卵生。囀りは行わない。樹上に木の枝を組み合わせた直径100cm、高さ300cmに達する巣を作り、1つの巣を最大30ペアが共同で利用する。巣は1つだが、入り口や巣室はペアによって異なる。1回に2-4個の卵を産む。